# Zápředníkovití
Zápředníkovití (Clubionidae) jsou čeledí pavouků, která ve světovém měřítku zahrnuje přibližně 600 druhů. V ČR je zastoupena pouze dvěma rody o celkovém počtu 33 druhů. Z této skupiny pavouků se nedávno osamostatnily další dvě čeledi – zápředkovití (Liocranidae) a hlavounovití (Corinnidae).
Tito pavouci získali svůj název díky charakteristickému spřádání listů vegetace za účelem vytvoření úkrytu pro sebe a svoje potomky. Například zápředník rákosní (Clubiona phragmitis) je schopen dvojnásobně ohnout list rákosu a za pomoci pavučin z něj vytvořit ideální úkryt pro sebe i svůj kokon. Z dálky takto upravený list rákosu vypadá, jako by na něm byl uzel.

## Zástupci
- Zápředník rákosní (Clubiona phragmitis)
- Clubiona reclusa